# Solariella lusitanica
Solariella lusitanica is een slakkensoort uit de familie van de Solariellidae. De wetenschappelijke naam van de soort is voor het eerst geldig gepubliceerd in 1882 door P. Fischer.